# 年四旺
年四旺（1947年—），男，安徽省怀远县人。
1966年1月应征入伍，参加中国人民解放军，驻防山西省大同市。1966年12月31日傍晚，年四旺在归营途中，突然发现有巨石横卧在铁轨上，且不远处有一辆火车正在驶近。年四旺不顾一切的搬开了石头，同时也受了重伤。这一事迹被《人民日报》、《解放军报》、《光明日报》、中央人民广播电台等媒体广为报道，相关报道随后也被全国各地选入中小学教材。
1997年，年四旺移居美国。